# Bundesautobahn 864
Pour les articles homonymes, voir A864 et Autoroute A864.
La Bundesautobahn 864 est une Bundesautobahn dans le Land de Bade-Wurtemberg.

## Géographie
L'A 864 mène de Donaueschingen en passant par Sunthausen jusqu'à l'échangeur autoroutier de Bad Dürrheim.
Toute la longueur de l'A 864 depuis la sortie de Donaueschingen jusqu'à l'échangeur de Bad Dürrheim constitue un tronçon de la route européenne 531.

## Histoire
La BAB 864 est à l'origine un tronçon du projet de la Bundesautobahn 86, qui depuis fut rejeté et porte donc désormais le kilométrage de la BAB 86 : le carrefour de Donaueschingen porte le kilomètre 84,0. L'échangeur autoroutier de Bad Dürrheim se trouve au kilomètre 90,0.
Le 6 septembre 1992, un grave accident se produit au passage de l'A 864 à la Bundesstraße 27. Un bus avec environ 50 passagers de Wunsiedel, qui se rendait à Zell im Wiesental pour une randonnée, dérape en raison de la vitesse excessive et de la fatigue du chauffeur du bus et entre en collision avec une voiture et finalement bascule sur le garde-corps, qui heurte le bus au niveau des vitres et lacère l'arrière du bus. 20 personnes sont tuées. Une trentaine de personnes (dont le conducteur) sont grièvement blessées.